# Gazdaságfejlesztési Minisztérium
A Gazdaságfejlesztési Minisztérium (GFM) az ötödik Orbán-kormány egyik minisztériuma volt, amely 2023. január 1-jével jött létre és amely 2024. január 1. óta Nemzetgazdasági Minisztérium név alatt működik tovább. Fennállása alatt a minisztériumot Nagy Márton vezette gazdaságfejlesztési miniszterként.

## Székhelye
1011 Budapest, Vám utca 5-7.

### Telephelyei
- 1133 Budapest XIII. Pozsonyi út 56/b
- 1054 Budapest, Kálmán Imre u. 2.[1]

## Története
Nagy Márton a minisztérium megalakulása előtt az ötödik Orbán-kormány gazdaságfejlesztésért felelős tárca nélküli minisztere volt.
A Gazdaságfejlesztési Minisztérium a Miniszterelnöki Kabinetirodából történő kiválással, 2023. január 1-jén jött létre. A minisztériumi struktúra átalakításával az újonnan alakított minisztérium feladat- és hatáskörébe helyezték át a belgazdaságot, foglalkoztatáspolitikát, iparügyeket, társadalmi párbeszédet és vállalkozásfejlesztést, amely területek korábban az egykori Technológiai és Ipari Minisztériumhoz tartoztak.
A kormány 599/2023. (XII. 22.) számú rendelete alapján a minisztérium 2024. január 1. óta új elnevezéssel, Nemzetgazdasági Minisztériumként folytatja kibővített tevékenységét.

## Feladat- és hatásköre
- a nemzeti pénzügyi szolgáltatások,
- a pénz-, tőke- és biztosítási piac szabályozása,
- bizonyos kivételekkel a nemzetközi pénzügyi kapcsolatok,
- a gazdaságfejlesztés,
- a lakáspolitika,
- a versenyképesség gazdasági és jogi feltételrendszere,
- az állami vagyonnal való gazdálkodás szabályozása,
- az állami vagyon felügyelete,
- a postaügy.

## Vezetői

### Miniszter
- Nagy Márton

### Államtitkárok
- Dr. Fónagy János parlamenti államtitkár, miniszterhelyettes
- Dr. Túri Anikó közigazgatási államtitkár
- Lóga Máté gazdaságfejlesztésért és nemzeti pénzügyi szolgáltatásokért felelős államtitkár
- Dr. Czomba Sándor foglalkoztatáspolitikáért felelős államtitkár
- Fábián Gergely iparpolitikáért és technológiáért felelős államtitkár[5]